# Jagdstaffel 24
La Königlich Sächsische Jagdstaffel Nr 24 ou Jagdstaffel 24 est un « groupe de chasse » (c'est-à-dire un escadron de chasseurs) de la Luftstreitkräfte, la branche aérienne de l'Armée impériale allemande pendant la Première Guerre mondiale. Jasta est un acronyme formé par l'abréviation du mot allemand Jagdstaffel (escadrille de chasse). L'unité totalise 89 victoires aériennes pendant la guerre (dont 1 ballon d'observation), au prix de 7 tués et 5 blessés au combat, deux tués dans des accidents et un prisonnier.

## Histoire
La Jagdstaffel 24 a connu des débuts quelque peu tortueux. Elle est formée le 25 octobre 1916 et se trouve effectivement sur son aérodrome de Mörchingen le 20 novembre. Cependant, les avions n'étant pas disponibles pour la nouvelle unité, cinq des pilotes de la Jasta 24 sont détachés auprès de la Jasta 14, et deux autres sont envoyés en formation complémentaire. Les chasseurs Albatros D.II destinés à la nouvelle unité arrivent en décembre 1916 et sont employés à partir de janvier 1917 dans ses premières patrouilles de combat. La Jasta enregistre sa première victoire le 25 février 1917.
À partir du 26 juin 1917, l'unité appartient successivement à quatre Jagdgruppen. Elle a d'abord appartenu au Jagdgruppe 7 sous les ordres de Rudolf Berthold, avec les Jasta 18, 31 et 36. La Jasta 24 est ensuite passée au Jagdgruppe 1 à Guise, rejoignant les Jasta 8, 17 (en) et 48 (en). Les Jastas 24 et 48 sont ensuite rattachées au Jagdgruppe-Süd sous la direction de Kurt Küppers (en). Elle termine la guerre à Graux, en Belgique, en étant rattachée au Jagdgruppe 12, avec la Jasta 44 (en) et 79 (en).

## Liste des commandants (Staffelführer)
1. Konstantin von Braun : 1er décembre 1916 - 29 juin 1917
2. Heinrich Kroll (en) : 29 juin 1917 - 17 octobre 1917
3. Rudolf Hepp : 17 octobre 1917 - 6 novembre 1917
4. Heinrich Kroll : 6 novembre 1917 - 11 avril 1918
5. Rudolf Hepp : 11 avril 1918 - 2 mai 1918[2]
6. Heinrich Kroll : 2 mai 1918 - 14 août 1918 (blessé au combat)[1]
7. Inconnu : 14 août 1918 - 21 août 1918
8. Hasso von Wedel (en) : 21 août 1918 - 11 novembre 1918[2]

## Liste des bases d'opérations
1. Mörchingen : 25 octobre 1916 - 15 avril 1917[2]
2. Annelles, France : 16 avril 1917 - 11 juin 1917[2]
3. Chassogne : 12 juin 1917 - 26 juin 1917[2]
4. Heule, Belgique : 27 juin 1917 - 8 septembre 1917[2]
5. Harlebeke : 8 septembre 1917 - 22 novembre 1917[2]
6. Emerchicourt : 23 novembre 1917 - 27 décembre 1917[2]
7. Guise : 28 décembre 1917 - 20 mars 1918[2]
8. Pleine-Selve : 20 mars 1918 - 27 mars 1918[2]
9. Villeselve : 27 mars 1918 - 8 avril 1918[2]
10. Ercheu : 8 avril 1918 - 11 août 1918[2]
11. Guizancourt : 11 août 1918 - 15 août 1918[2]
12. Clastres : 15 août 1918 - 27 août 1918[2]
13. Chevresis-Monceau : 27 août 1918 - 5 septembre 1918[2]
14. Guise : 5 septembre 1918 - 12 octobre 1918[2]
15. La Chapelle : 12 octobre 1918 - 20 octobre 1918[2]
16. Donstiennes, Belgique : 20 octobre 1918 - 8 novembre 1918[2]
17. Graux, Belgique : 8 novembre 1918 - 11 novembre 1918[2]

## Membres célèbres
Sept as de l'aviation ont volés au sein de la Jagdstaffel 24 au cours de la guerre : Heinrich Kroll (en), Friedrich Altemeier (en), Fritz Thiede (en), Kurt Ungewitter (en), Wolfgang Güttler, Hasso von Wedel (en), et Alwin Thurm (it).
L'as austro-hongrois le plus performant de la guerre, Godwin Brumowski fut affecté brièvement à la Jagdstaffel 24 en mars 1918 pour observer les méthodes de combat et de commandement des pilotes allemands pour se préparer au commandement de sa propre unité, la FliK 41J.